# Balconchán
Balconchán – gmina w Hiszpanii, w prowincji Saragossa, w Aragonii, o powierzchni 19,4 km². W 2011 roku gmina liczyła 14 mieszkańców.